# نهائي كأس ملك إسبانيا 2022
نهائي كأس ملك إسبانيا 2022 هي المُباراة النهائية من كأس ملك إسبانيا 2021–22، والتي حددت الفائز بالنسخة 120 من كأس الملك. أُقيمت المباراة على ملعب لا كارتوخا في إشبيلية بين نادي فالنسيا وريال بيتيس.
تُوج ريال بيتيس بلقبه الأول في كأس الملك مُنذ 2005 والثالث في تاريخه، وذلك بفوزه 5–4 بركلات الترجيح على فالنسيا بعد تعادلهما 1–1 في المباراة بوقتها الأصلي والإضافي.

## خلفية
| الفريق       | عدد النهائيات | النهائيات الملعوبة                                                                                   | النهائيات الملعوبة |
| ------------ | ------------- | --- | ------------------ |
| ريال بيتيس   | 4 (2)         | 1931، 1977، 1997، 2005                                                                               |                    |
| نادي فالنسيا | 17 (8)        | 1934، 1941، 1944، 1945، 1946، 1949، 1952، 1954، 1967، 1970، 1971، 1972، 1979، 1995، 1999، 2008، 2019 |                    |

## الطريق إلى النهائي
| ريال بيتيس      | ريال بيتيس       | الدور        | فالنسيا           | فالنسيا          |
| --------------- | ---------------- | ------------ | ----------------- | ---------------- |
| الخصم           | النتيجة          |              | الخصم             | النتيجة          |
| أليكانتي        | 4–0 (خ)          | الدور الأول  | أوترياس           | 3–0 (خ)          |
| نادي طلبيرة     | 4–2 (ب.و.إ.) (خ) | الدور الثاني | أرينتيرو          | 3–1 (ب.و.إ.) (خ) |
| ريال بلد الوليد | 3–0 (خ)          | دور ال32     | نادي قرطاجنة      | 2–1 (خ)          |
| نادي إشبيلية    | 2–1 (د)          | دور ال16     | أتليتيكو بالياريس | 1–0 (خ)          |
| ريال سوسيداد    | 4–0 (خ)          | ربع النهائي  | نادي قادش         | 2–1 (د)          |
| رايو فايكانو    | 2–1 (خ)، 1–1 (د) | نصف النهائي  | أتلتيك بيلباو     | 1–1 (خ)، 1–0 (د) |

مفتاح: (د) = داخل الأرض؛ (خ) = خارج الأرض

## المباراة

### تفاصيل
| ريال بيتيس                                  | 1–1 (ب.و.إ.) | فالنسيا                                 |
| ------------------------------------------- | ------------ | --------------------------------------- |
| - إيغليسياس 11'                             | تقرير        | - دورو 30'                              |
| ركلات الترجيح                               |              |                                         |
| - جوزيه - سانشيز - غواردادو - تيو - ميراندا | 5–4          | - سولير - راتشيتش - غيديس - موسى - غايا |